# Planinska vas, Trbovlje
Planinska vas je naselje v Občini Trbovlje.